# José Vicente Faria Lima
José Vicente de Faria Lima (Río de Janeiro, 7 de octubre de 1909 - Río de Janeiro, 4 de septiembre de 1969) fue un ingeniero militar y político brasileño. Ocupó, entre 1965 y 1969, la alcaldía de la ciudad de São Paulo.
Hijo de João Soares de Lima, inmigrante portugués que llegó al Brasil con ocho años de edad y que trabajó en el Arsenal de la Marina, y de Castorina de Faria, descendiente de vieja estirpe espíritu-santense. Es hermano del almirante Floriano Peixoto Faria Lima, presidente de Petrobras entre 1973 y 1974 y gobernador del estado de Río de Janeiro entre 1975 y 1979. Su otro hermano, Roberto de Faria Lima, fue inspector general de aeronáutica en 1974.

### Alcaldía de São Paulo
El 22 de marzo de 1965, fue elegido por voto directo para el cargo de alcalde de São Paulo, tras ser lanzado por la Unión Democrática Nacional (UDN), disputando las elecciones con el entonces vicegobernador Laudo Natel, del Partido Republicano (PR), el senador Auro de Moura Andrade del Partido Social Demócrata (PSD), el diputado federal Franco Montoro, del Partido Demócrata Cristiano (PDC), el senador Lino de Matos, del Partido Trabalhista Nacional (PTN) y el ingeniero Paulo Egydio Martins. Asumió la alcaldía al mes siguiente, sucediendo a Francisco Prestes Maia.
Su gestión fue considerada excepcional por el volumen de obras y los profundos cambios que introdujo en el paisaje urbano de la ciudad. Con el fin de descentralizar la acción administrativa, la ciudad fue dividida en 12 regiones, cada una de las cuales tenía subalcaldes y funcionarios que se encargaban de supervisar y elevar las necesidades de cada región. Faria Lima se destacó por diversas obras, como la Marginal Tietê, la Marginal Pinheiros, las avenidas Sumaré, la Radial Leste, la 23 de Mayo, la Rubem Berta, ampliando y duplicando, entre otras, la Rua da Consolação y Rebouças, la Pacaembu, la Cruzeiro do Sul y la Rio Branco. Se construyeron numerosos viaductos, como el Alcântara Machado, considerado uno de los mayores de América Latina, mercados de barrio, pavimentación de calles, iluminación y lugares públicos, como la Praça Roosevelt, así como obras en las áreas de salud, educación, asistencia social, etc. Fue durante este período cuando se suprimió el servicio de tranvía en São Paulo, en 1967. Faria Lima inició las obras del Metro de São Paulo en diciembre de 1968.
Fue también durante su gobierno que Faria Lima tomó la iniciativa de crear un concurso para un pavimento estandarizado para las aceras de São Paulo, que resultó en la obra premiada de Mirthes Bernardes, una representación minimalista del mapa del Estado de São Paulo en blanco y negro, que se convirtió en uno de los principales símbolos de la ciudad. 
Entre sus obras para mejorar el tráfico en São Paulo, Faria Lima inició la construcción de una avenida que unía los barrios de Pinheiros e Itaim Bibi. Tras su muerte, la avenida, que iba a llamarse "Radial Oeste", pasó a llamarse Avenida Brigadeiro Faria Lima en su honor.
Su eficacia administrativa le valió a Faria Lima prestigio político nacional, y llegó a ser considerado, junto con el senador Carvalho Pinto y el gobernador Abreu Sodré, una de las tres principales fuerzas políticas del estado. Faria Lima sólo se afilió a la ARENA en mayo de 1968, con el fin de garantizar su oportunidad de presentarse como candidato a gobernador del estado de São Paulo.
Faria Lima murió el 4 de septiembre de 1969 en Río de Janeiro, un año antes de las elecciones a las que pretendía presentarse.